# ستيفن كارترايت
ستيفن كارترايت (بالإنجليزية: Stephen Cartwright)‏ هو رسام توضيحي ورسام بريطاني، ولد في 28 ديسمبر 1947 في بولتن في المملكة المتحدة، وتوفي في 12 فبراير 2004.